# Куп Мађарске у фудбалу 2011/12.
Куп Мађарске у фудбалу 2011/12. (мађ. 2011–2012-еs magyar labdarúgókupa) је било 72. издање серије, на којој је екипа ФК Дебрецина тријумфовала по 5. пут. Куп је почео утакмицом 1. кола 7. августа 2011. године и завршио се финалом утакмицом одржаним у мају 2012. године на стадиону Ференц Пушкаш у Будимпешти. ФК Кечкемет је био бранилац титуле, који је претходне сезоне освојио своје прво куп такмичење. Победник такмичења, Дебрецин, се квалификовао за другу рунду квалификација УЕФА Лиге Европе 2012–13.

## Четвртфинале[4]
| Тим #1                       | рез.  | Тим #2      | прва утакмица | друга утакмица |
| ---------------------------- | ----- | ----------- | ------------- | -------------- |
| 25. фебруар и 13. март 2012. |       |             |               |                |
| ФК Баја ЛШЕ                  | 1 :7  | ФК Ујпешт   | 1 : 3         | 0 : 4          |
| ФК Ракоци Капошвар           | 0 : 1 | ФК Дебрецин | 0 : 1         | 0 : 0          |
| 25. фебруар и 14. март 2012. |       |             |               |                |
| ФК Бекешчаба)                | 0 : 6 | ФК МТК      | 0 : 3         | 0 : 3          |
| Видеотон                     | 6 : 1 | Ђер ЕТО     | 5 : 1         | 1 : 0          |

## Полуфинале
| Тим #1                     | рез.  | Тим #2    | прва утакмица | друга утакмица |
| -------------------------- | ----- | --------- | ------------- | -------------- |
| 21. март и 10. април 2012. |       |           |               |                |
| ФК МТК                     | 4 : 3 | Видеотон  | 2 : 3         | 2 : 0          |
| 21. март и 11. април 2012. |       |           |               |                |
| ФК Дебрецин                | 5 : 2 | ФК Ујпешт | 2 : 1         | 3 : 1          |

## Финале
Одиграна је само једна утакмица у финалу и Дебрецин је освојио титулу шампиона.
| 1. мај 2012. |                                   |             |
| ФК МТК       | 3 : 3, (3 : 3) п.с.н. (7 : 8) пен | ФК Дебрецин |

| ФК МТК | 3 : 3 (п. с. н.) | ФК Дебрецин |
| --- | ---------------- | --- |
| - Норберт Кењвеш 45’ - Тибор Ладањи 62’ - Ласло Жидаји 87’                                                                                | Извештај         | - Селим Боуадла 51’ - Петер Сакаљ 55’, 89’ |
| Пенали |                  | |
| - Драган Вукмир - Ласло Жидаји - Патрик Ваш - Раф Вулф - Јожеф Канта - Адријан Секереш - Андраш Пал - Норберт Кењвеш - Давид Калноки Киш] | 7 : 8            | - Петер Сакаљ - Золтан Нађ - Селим Боуадла - Лукас Марколини Дантас Бертуци - Адамо Коулибали - Михаљ Корхут - Дајан Шимац - Јожеф Варга - Норберт Месарош |